# Groșii Țibleșului (sit SCI)
Groșii Țibleșului este o arie protejată (sit de importanță comunitară — SCI) din România, desemnată în scopul protejării biodiversității și menținerii într-o stare de conservare favorabilă a florei spontane și faunei sălbatice, precum și a habitatelor naturale de interes comunitar aflate în arealul zonei de protecție. Aceasta este întinsă pe o suprafață de 927,5 ha, integral pe uscat.

## Localizare
Centrul sitului Groșii Țibleșului este situat la coordonatele 47°32′28″N 24°12′13″E / 47.541208°N 24.203631°E. Situl se întinde pe teritoriul administrativ al comunei Groșii Țibleșului din județul Maramureș.

## Înființare
Situl Groșii Țibleșului a fost declarat sit de importanță comunitară (ROSCI0411) în ianuarie 2016 pentru a proteja și conserva trei tipuri de habitate naturale.

## Biodiversitate
Situată în ecoregiunea alpină, aria protejată conține 3 habitate naturale: Păduri de fag de tip Luzulo-Fagetum, Păduri dacice de fag (Symphyto-Fagion) și Păduri acidofile de molid (Picea abies) din etajul montan până în cel alpin.